# Herbert Reul
Herbert Reul (ur. 31 sierpnia 1952 w Langenfeld) – niemiecki polityk i nauczyciel, poseł do Parlamentu Europejskiego VI, VII i VIII kadencji (2004–2017), minister w rządach Nadrenii Północnej-Westfalii.

## Życiorys
Zdał państwowe egzaminy nauczycielskie I i II stopnia (odpowiednio w 1979 i 1981). Do 1985 pracował jako nauczyciel gimnazjalny.
W 1971 został członkiem Unii Chrześcijańsko-Demokratycznej, rok wcześniej wstąpił do jej organizacji młodzieżowej Junge Union. W okresie 1990–2007 przewodniczył CDU w powiecie Rheinisch-Bergischer Kreis. W 1997 wszedł w skład zarządu krajowego CDU, a w latach 1991–2003 pełnił funkcję sekretarza generalnego partii chadeckiej w Nadrenii Północnej-Westfalii.
Od 1975 do 1992 sprawował mandat radnego miasta Leichlingen (Rheinland). W latach 1985–2004 był posłem do landtagu Nadrenii Północnej-Westfalii. W 2004 z listy CDU uzyskał mandat deputowanego do Parlamentu Europejskiego. W VI kadencji był koordynatorem grupy chadeckiej ds. polityki energetycznej. W wyborach w 2009 skutecznie ubiegał się o reelekcję. W VII kadencji wybrano go na przewodniczącego Komisji Przemysłu, Badań Naukowych i Energii. W 2014 utrzymał mandat eurodeputowanego na kolejną kadencję.
W 2017 odszedł z PE w związku z objęciem stanowiska ministra spraw wewnętrznych w rządzie Nadrenii Północnej-Westfalii. W wyniku wyborów w 2022 powrócił w skład landtagu.